# Шпот Сергій Миколайович
Сергі́й Микола́йович Шпо́т — капітан Збройних сил України.
Станом на лютий 2012 року — у складі екіпажу військового вертольота Мі-8МТ.

## Нагороди
31 жовтня 2014 року за особисту мужність і героїзм, виявлені у захисті державного суверенітету та територіальної цілісності України, вірність військовій присязі під час російсько-української війни, відзначений — нагороджений орденом Богдана Хмельницького III ступеня.